# Stéphane Risacher
Stéphane Remy Daniel Risacher (Moulins, Allier, 26 de agosto de 1972) es un exjugador de baloncesto francés. Con 2,03 metros de altura, jugaba en la posición de alero.
Es el padre de Zaccharie Risacher, que fue elegido en la primera posición del draft de la NBA de 2024 por los Atlanta Hawks.

## Trayectoria
Pasó sus primeros años como profesional en equipos franceses, y con el Paris Basket Racing ganó la liga francesa en 1997. Del equipo parisino pasaría al Pau-Orthez de cara a la temporada 1999-2000.
En 2000 fue fichado por el Olympiacos B.C. griego, equipo con el que disputaría dos temporadas. 
En la temporada 2002-03 recalaría en Unicaja Málaga y defendería la camiseta del equipo malagueño durante cuatro campañas (2002-2006). Con Unicaja ganaría la Copa del Rey de 2005 y la Liga ACB de 2006.
En 2006 firmaría con Polaris World Murcia, donde jugaría hasta 2008. 
El verano de 2008 decidiría apurar su carrera volviendo a su país, firmando por el Chalon.-Sur-Saone.
En mayo de 2010, a los 37 años, anuncia su retirada.

### Selección nacional
Fue internacional con la selección nacional de Francia desde 1994, anteriormente había sido 18 veces internacional con la selección nacional de Francia Promesas, 19 veces internacional con la selección nacional de Francia Junior y 20 veces internacional con la selección nacional de Francia Cadete.
Sería miembro del equipo nacional francés que ganaría la medalla de plata en los Juegos Olímpicos de Sydney 2000.